# Trójgarb
Trójgarb (krótko po 1945 Potrójna, niem. Sattelwald) – wzniesienie o trzech wierzchołkach o wysokości 778, 758 i 741 m n.p.m., w południowo-zachodniej Polsce, w Sudetach Środkowych, w paśmie Gór Wałbrzyskich.

## Położenie
Góra położona jest w województwie dolnośląskim, na terenie północno-zachodniej części Gór Wałbrzyskich, w Masywie Trójgarbu i Krąglaka, między Kamienną Górą a Szczawnem-Zdrojem.

## Opis
Wzniesienie w kształcie rozciągniętego stożka o dość stromych zboczach z charakterystycznymi trzema wierzchołkami, które mimo małej wysokości względnej w stosunku do płaszczyzny szczytowej, są rozpoznawalne z daleka i z różnych stron. Jest najwyższym szczytem w Masywie Trójgarbu, który góruje ponad 300 m nad okolicą. Szczyt wzniesienia stanowi zwornik pięciu odchodzących krótkich grzbietów. Na północno-wschodnim zboczu poniżej szczytu, występuje grupa ciekawych skałek.

## Budowa geologiczna
Góra o zróżnicowanej budowie geologicznej. Szczyt zbudowany jest ze skał wulkanicznych – czerwonych ryolitów, natomiast zbocza i najbliższe otoczenie ze skał osadowych – zlepieńców, piaskowców i łupków, w których znajdują się pokłady węgla kamiennego. Cały obszar leży na północnym skrzydle niecki śródsudeckiej – warstwy skał osadowych zapadają ku południowi. 
Występuje tutaj pseudojaspis, czyli dekoracyjna odmiana ryolitów. Pseudojaspis nie jest jednak szeroko rozpowszechniony - występuje tylko lokalnie w partii przyszczytowej Trójgarbu. Pseudojaspis charakteryzuje się obecnością przebarwionych ciemnobrązowych, czerwonych i żółtobrunatnych stref oraz czarnych plamek i żyłek na jaśniejszym żółtawym tle. Przebarwienia te związane są wytrącaniem się wodorotlenków żelaza (brązowe i czerwone) oraz tlenków manganu (czarne) z rotworów hydrotermalnych. Pseudojaspisu nie eksploatowano nigdy na większą skalę. Niewielkie jego ilości pozyskiwano przed II wojną światową do wykonywania drobnej galanterii kamiennej. Dzisiaj materiał ten ma znaczenie wyłącznie kolekcjonerskie. Sporadycznie pojawiają się także próby tworzenia z niego drobnych ozdób (kaboszony, wisiorki itp.) czy szkatułek.

## Roślinność
Wzniesienie w całości porośnięte lasem świerkowym regla dolnego z niewielką domieszką drzew liściastych.

## Ochrona przyrody
Trójgarb leży na terenie Obszaru Chronionego Krajobrazu Kopuły Chełmca, Trójgarbu i Krzyżowej Góry koło Strzegomia. W masywie licznie występują muflony.

## Zagospodarowanie
Historia turystycznego wykorzystania szczytu sięga 1882 roku, kiedy to właściciel restauracji „Złota Kotwica” w Starych Bogaczowicach Martin Engler zbudował drewnianą wieżę, a następnie taras widokowy. Wkrótce też pojawił się mały, parterowy bufet. Zarówno gospoda (Sattelwaldbaude), jak i wieża widokowa funkcjonowały również w okresie międzywojennym. Po 1945 obydwa obiekty rozebrano. W późniejszym okresie wzniesiono tu wieżę triangulacyjną, która także nie przetrwała do dzisiejszych czasów. 
U południowo-wschodnich podnóży Trójgarbu, we wsi Lubomin w latach 1977–1984 PTTK wybudowało schronisko „Bacówka pod Trójgarbem”, które w 2017 zostało rozebrane.
Na wierzchołku w 2018 kosztem 1,79 mln zł postawiono wieżę widokową o wysokości 27,5 m. Na wieży znajduje się pięć tarasów widokowych rozmieszczonych na wysokościach od 17 do 23 metrów nad fundamentem. Inwestycję sfinansowały gminy Czarny Bór, Stare Bogaczowice i Szczawno-Zdrój (co symbolicznie oddano trójkątnymi kształtami tarasów widokowych) oraz Urząd Marszałkowski Województwa Dolnośląskiego. Oficjalne otwarcie wieży nastąpiło 29 grudnia 2018.
Na zboczach Trójgarbu, na skrzyżowaniu dróg, jednej z zachodu - z Gostkowa - i jednej z kierunku północ-południe, biegnącej ze Starych Bogaczowic do Witkowa, stoi kapliczka poświęcona Matce Bożej. Fundatorem kapliczki był proboszcz parafii w Starych 
Bogaczowicach Innocenty Fritsch (późniejszy opat krzeszowski), a samą rzeźbę, wykonaną w piaskowcu, stworzono w warsztatach krzeszowskich.  
Figura Maryi z dzieciątkiem  na kolanach - Matka Boża Tronująca, Królowa Sudetów - umieszczona została na dużym postumencie, na którym wykuto napis w języku łacińskim (w tłumaczeniu; "Witaj nadziejo nasza, życie i drogo, o słodka Panno Maryjo"). W 2020 r. dzięki Stowarzyszeniu Matki Bożej Tronującej - na czele którego stanął Ryszard Kudryński, odrestaurowano figurę, przywrócono znaleziony w lesie tron, uprzątnięto przyległy teren, postawiono nowe ogrodzenie. Dokonywało się to wszystko za zgodą konserwatora zabytków, chociaż sama kapliczka nie figuruje w jego rejestrze.

## Tunel
W masywie Trójgarbu – w miejscowości Gostków budowany będzie tunel w ciągu drogi S3. Tunel będzie miał długość 2273 m i będzie najdłuższym tunelem w Polsce, drugi krótszy tunel będzie mieć długość około 300 m. Tunele nie będą przechodzić pod Trójgarbem, tylko w jego masywie (sąsiedztwie).

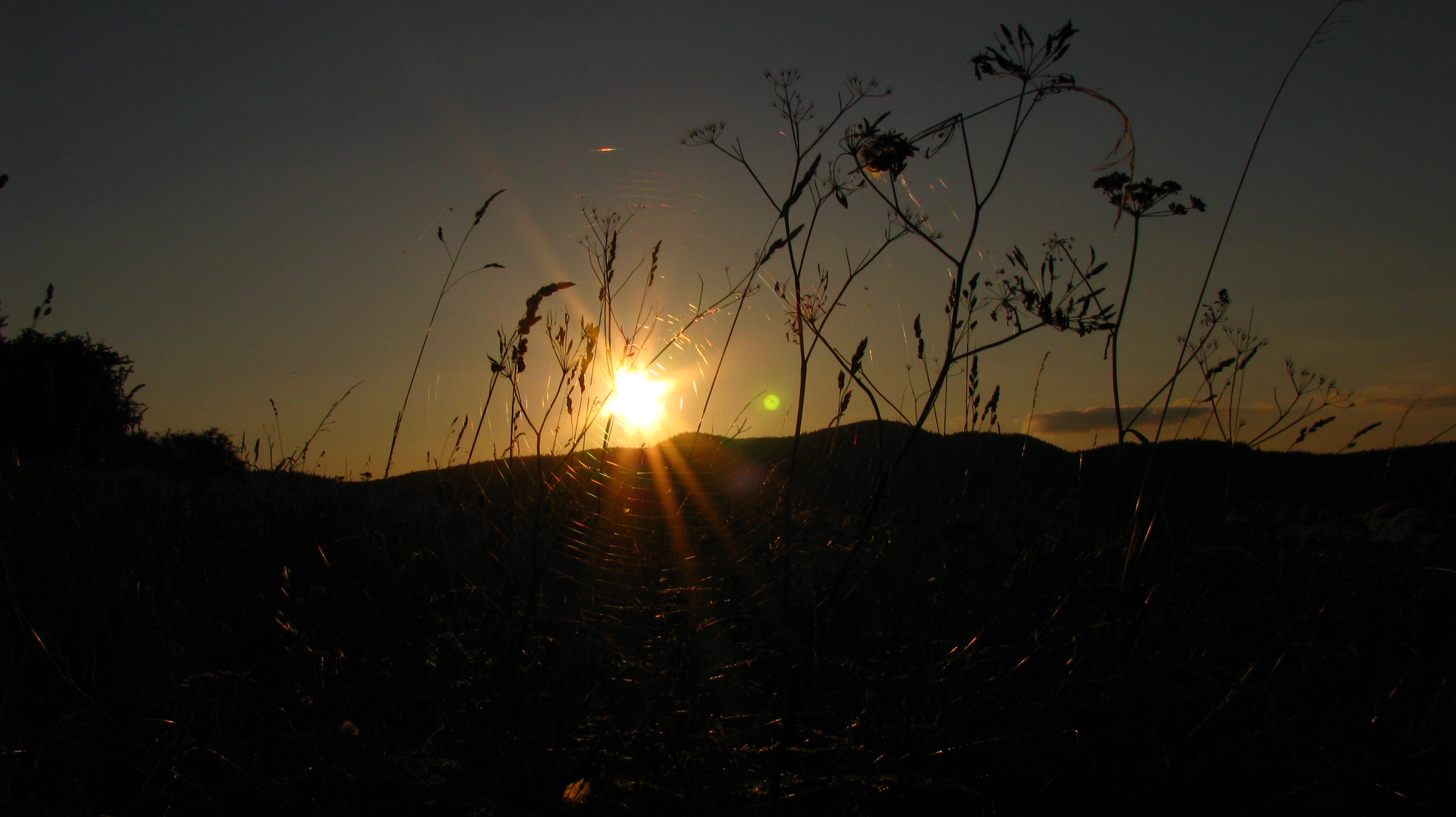
Zachód słońca nad Trójgarbem

## Szlaki turystyczne piesze[10]
- Gostków – Trójgarb – Chełmiec
- Szczawno-Zdrój – Trójgarb – Bolków
- Zamek Cisy – Trójgarb – Witków
- Trójgarb – Nowe Bogaczowice
- Sędzisław – Trójgarb – Boguszów-Gorce

## Trasy rowerowe
- trasa ze Starych Bogaczowic[11]